# Киган, Джон
Сэр Джон Де́смонд Па́трик Ки́ган OBE FRSL (англ. John Desmond Patrick Keegan; 15 мая 1934, Клапем, Большой Лондон — 2 августа 2012, Kilmington, Юго-Западная Англия) — британский военный историк, преподаватель, писатель и журналист. Автор множества трудов по военной истории с доисторических времен до XXI века. Область научных интересов — история разведки, информационная война и военная психология. Книги Кигана по истории Второй мировой войны и его исследования Вооружённых сил СССР на русский не переводились.

## Биография
Учился в Королевском колледже в Тонтоне и два года в Уимблдонском колледже. В 1953 году поступил в Баллиол-колледж в Оксфордского университета, где изучал историю с упором на историю войн. По завершении обучения работал в американском посольстве в Лондоне.
В 1960 году поступил на работу в Королевскую военную академию Сандхерст, где на протяжении 25 лет преподавал военную историю, заняв со временем пост старшего лектора по этой дисциплине. В течение этого периода работал приглашённым профессором в Принстонском университете и был избран почётным дельмасовским профессором (Delmas Distinguished Professor) в Вассарском колледже.
В 1986 году оставил преподавание  и поступил на работу в The Daily Telegraph в качестве военного корреспондента, где работал в качестве военного редактора вплоть до смерти. Сотрудничал с американским журналом консервативного направления National Review. В 1998 году прочел лекцию Риса (BBC) на тему «Война в нашем мире».
Умер 2 августа 2012 года от естественных причин в своем доме в Килмингтоне, графство Уилтшир. Его пережили его жена, их две дочери и два сына.

## Научные труды
- Waffen SS: the asphalt soldiers (New York: Ballantine Books[англ.], 1970) ISBN 0-345-32641-5
- Barbarossa: Invasion of Russia, 1941 (New York, 1971) ISBN 0-345-02111-8
- Opening Moves – August 1914 (New York: Ballantine Books[англ.], 1971) ISBN 0-345-09798-X
- Guderian (New York: Ballantine Books[англ.], 1973) ISBN 0-345-03385-X
- Rundstedt (New York: Ballantine Books[англ.], 1974) ISBN 0-345-23790-0
- Dien Bien Phu (New York: Ballantine Books[англ.], 1974) ISBN 0-345-24064-2
- The Face of Battle[англ.] (London, 1976) ISBN 0-670-30432-8
- Who Was Who in World War II (1978) ISBN 0-85368-182-1
- The Nature of War with Joseph Darracott[англ.] (New York: Holt, Rinehart and Winston[англ.], 1981) ISBN 0-03-057777-2
- Six Armies in Normandy (1982) ISBN 0-14-005293-3
- Zones of Conflict: An Atlas Of Future Wars with Andrew Wheatcroft (New York, 1986) ISBN 0-671-60115-6
- Soldiers: A History of Men in Battle[англ.] with Richard Holmes (New York: Viking Press, 1986) ISBN 0-670-80969-1
- The Mask of Command (London, 1987) ISBN 0-7126-6526-9
- The Price of Admiralty (1988) ISBN 0-09-173771-0
- The Illustrated Face of Battle (New York and London: Viking Press, 1988) ISBN 0-670-82703-7
- The Second World War (Viking Press, 1989) ISBN 0-670-82359-7
- A History of Warfare[англ.] (London, 1993) ISBN 0-679-73082-6
- The Battle for History: Refighting World War Two (Vintage Canada[англ.], 1995) ISBN 0-679-76743-6
- Warpaths (Pimlico, 1996) ISBN 1-84413-750-3
- Fields of Battle: The Wars for North America (1997) ISBN 0-679-74664-1
- War and Our World: The Reith Lectures 1998 (London: Pimlico, 1999) ISBN 0-375-70520-1
- The Book of War (ed.) (Viking Press, 1999) ISBN 0-670-88804-4
- The First World War (London: Hutchinson, 1998) ISBN 0-09-180178-8; (New York: Alfred A. Knopf, 1999) ISBN 0-375-40052-4
- An Illustrated History of the First World War (Alfred A. Knopf, 2001) ISBN 0-375-41259-X
- Winston Churchill (2002) ISBN 0-670-03079-1
- Intelligence in War: Knowledge of the Enemy from Napoleon to Al-Qaeda (2003) ISBN 0-375-40053-2 (also published with alternative subtitle as Intelligence in War: The value - and limitations - of what the military can learn about the enemy ISBN 0-375-70046-3)
- The Iraq War (2004) ISBN 0-09-180018-8
- Atlas of World War II (ed.) (London: Collins, 2006) ISBN 0-00-721465-0 (an update of the 1989 Times Atlas)
- The American Civil War (London, Hutchinson, 2009) ISBN 978-0-09-179483-5